# Впечатление. Восходящее солнце
«Впечатление. Восходящее солнце» (фр. Impression, soleil levant) — картина Клода Моне, написанная в 1872 году с натуры в старом аванпорте Гавра и давшая название художественному течению под названием «импрессионизм». Сейчас находится в музее Мармоттан-Моне в Париже. 

## Тема и композиция картины
На картине изображен порт Гавра на рассвете. Две небольшие гребные лодки на переднем плане и красное Солнце являются центральными элементами. На среднем плане изображено еще несколько рыбацких лодок, а на дальнем плане с левой стороны картины изображены клиперы с высокими мачтами. Позади них виднеются другие туманные фигуры, которые «не являются деревьями, а дымовыми трубами вьючных лодок и пароходов, а справа, вдали, вырисовываются силуэты других мачт и дымоходов на фоне неба». Чтобы показать эти особенности промышленности, Моне убрал существующие дома на левой стороне пристани, оставив фон незатененным.
Согласно одной из интерпретаций, мотивацией темы для художника могли стать актуальные события. После поражения Франции во франко-прусской войне 1870–1871 годов примером возрождения страны стал процветающий порт Гавр. Историк искусства Пол Такер предполагает, что контраст таких элементов, как пароходы и краны на дальнем плане картины с рыбаками на переднем плане, отражает политическую ситуацию: «Моне, возможно, рассматривал эту картину с изображением коммерческого объекта как ответ на послевоенные призывы к патриотическим действиям и искусству, которое могло бы вести за собой. Хотя это поэма света и атмосферы, картину также можно рассматривать как оду мощи и красоте возрожденной Франции».

## История
Первая выставка живописцев-импрессионистов проходила с 15 апреля по 15 мая 1874 года в Париже, в ателье фотографа Надара на Бульваре капуцинов. Там было представлено тридцать художников, всего сто шестьдесят пять работ. Участвовали Эдгар Дега, Камиль Писсарро, Альфред Сислей, Клод Моне, Пьер Огюст Ренуар, Берта Моризо, Поль Сезанн и другие.
Одна из картин выставки, написанная Клодом Моне: туманный пейзаж с изображением восхода солнца в Гавре, вызывала затруднения с названием. Тогда по совету автора, составлявший каталог выставки О. Ренуар написал: «Впечатление. Восход солнца» (фр. Impression. Soleil levant), — (лат. Nomen est omen — Имя это уже смысл) .
Критики и публика подняли художников на смех, их упрекали в «неряшливости живописи», «незаконченности картин», отсутствии вкуса и смысла, «покушении на истинное искусство» . Через неделю после открытия выставки её посетил критик, обозреватель журнала «Le Charivari» Луи Леруа. Остановившись перед изображением восхода солнца Моне и прочитав название картины в каталоге, он расхохотался. «Луи Леруа нашёл слово, которое стало коллективным прозвищем, а давать клички было его признанной специальностью», и когда в журнале появилась «его остроумная и колкая рецензия-пародия на выставку», оказалось, что он окрестил художников «импрессионистами» . 
Картина Моне экспонировалась в парижском музее Мармоттан, откуда она была похищена в 1985 году вместе с другими работами художника, а также картинами Огюста Ренуара и Берты Моризо. Полотно было обнаружено лишь пять лет спустя, в 1991 году вновь заняло своё место в экспозиции.
Картина написана с натуры в старом аванпорте Гавра. В этом городе Моне вырос и впервые осознал себя художником. Моне посетил свой родной город Гавр на северо-западе Франции в 1872 году и создал серию работ, изображающих порт. На шести полотнах порт изображен «на рассвете, днем, в сумерках и в темноте, с разных ракурсов, некоторые с самой воды, а другие из гостиничного номера с видом на порт». 
Каждая секунда восхода солнца уникальна и неповторима, утверждал Моне. Мы видим на полотне бесчисленное количество оттенков серого. Резкими мазками даны мачты и доки. И огненными тонами само солнце. Такие смелые размашистые мазки многим современникам казались неопрятными, даже грубоватыми. Немало было тех, кто посчитал полотно незавершенным этюдом. Посетители выставки, на которой картина была представлена, возмущались, заявляя, что даже обойная бумага смотрелась бы лучше.
Кстати, среди более поздних исследователей творчества Моне были те, кто называл картину эффектом Луны в тумане, полагая, что художник изобразил не восход, а закат. Чтобы развеять сомнения, американский исследователь, изучив фотографии и метеорологические данные, выяснил, что полотно могло быть написано только 13 ноября 1872 года в 7:35.

## Впечатлениеи импрессионизм
Моне утверждал, что назвал картину «Впечатление. Восходящее солнце» из-за туманной манеры живописи при изображении объекта: «Они попросили меня дать название для каталога, ведь нельзя же считать, что это вид на Гавр, и я сказал: „Впечатление“». В дополнение к этому объяснению названия работы историк искусства Пол Смит утверждает, что Моне мог назвать картину «Впечатление», чтобы отвести от себя обвинения в незавершенности или отсутствии описательных деталей, но Моне получил эту критику независимо от названия.
Хотя название картины, похоже, было выбрано в спешке для каталога, термин «импрессионизм» не был новым. В течение некоторого времени он использовался для описания влияния картин Барбизонской школы. Добиньи и Мане, оба связанные с этой школой, как известно, использовали этот термин для описания своих собственных работ.
В рецензии критика Луи Леруа выставки 1874 года «Выставка импрессионистов» для газеты Le Charivari он использовал «импрессионизм» для описания нового стиля представленных работ, типичным примером которого является одноименная картина Моне. До 1860-х годов и дебюта «Впечатление. Восходящее солнце» термин «импрессионизм» первоначально использовался для описания воздействия природной сцены на художника и воздействия картины на зрителя. К 1860-м годам термин «впечатление» стал использоваться в переносном смысле для описания картины, передающей такой эффект. В свою очередь, впечатление стало описывать движение в целом. 
Термин «импрессионизм», первоначально использовавшийся для описания и осуждения движения, «был немедленно подхвачен всеми сторонами» для описания стиля, а картина Моне «Впечатление. Восходящее солнце» считается воплощением начала движения и его названия (фр. impressionnisme ← impression «впечатление»). 